# 舞鶴信号場

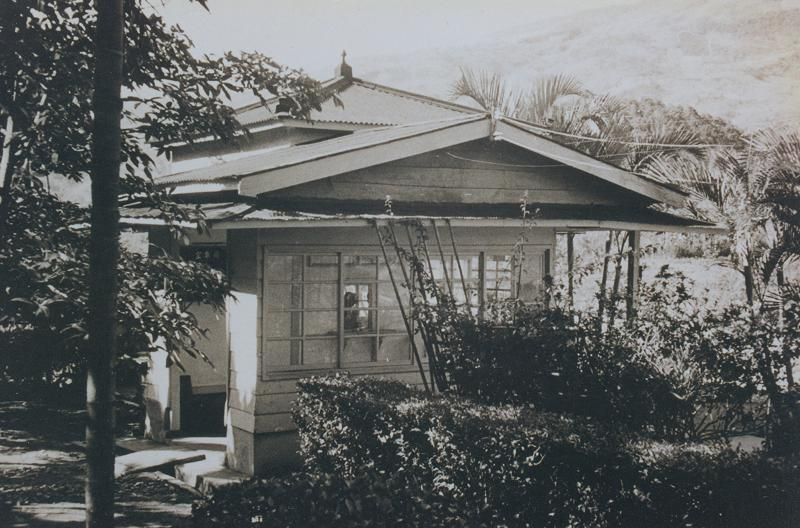
1960年代の駅舎

舞鶴信号場（ぶかくしんごうじょう）は台湾花蓮県瑞穂郷にかつてあった台湾鉄路管理局台東線の信号場。無人信号場であり、瑞穂駅から遠隔操作されていた。

## 歴史
台東線改軌工事で東側に新線を作る際には駅を作る計画であった。1982年に駅施設は完成したが、新線開業後に駅は開設しない事になった。
- 1957年7月1日 - 舞鶴駅として開業した[2]。
- 1971年6月1日 - 簡易駅となる[3]。
- 1972年7月1日 - 招呼站に格下げ[3]。
- 1982年 - 廃止[2]。
- 1984年 - 再設置[2]。
- 1985年 - 再廃止[2]。
- 2005年9月30日 - 信号場として開設された[4]。元有ったホームは廃止され[5]、そこに1本の線路（交換線）が敷かれた。
- 2017年9月26日 - 未明に新自強トンネル（中国語版）と新紅葉渓橋への新ルートに切り替えられ廃止[6]。

## 駅構造
- 構内は2本の線路が有り、交換施設となっている。
- 北端には安全側線が有り、列車衝突を防止している。

## 利用状況
| 年                 | 年間     | 年間     | 年間     | 年間     | 1日平均  | 1日平均  |
| 年                 | 乗車     | 下車     | 乗降計   | 出典     | 乗車     | 乗降計   |
| ------------------ | -------- | -------- | -------- | -------- | -------- | -------- |
| 1975               | 19,291   | 18,914   | 38,205   | [ 7 ]    | 53       | 105      |
| 1976               | 18,604   | 17,015   | 35,619   | [ 8 ]    | 51       | 97       |
| 1977               | 13,302   | 35,670   | 48,972   | [ 9 ]    | 36       | 134      |
| 1978               | 資料なし | 資料なし | 資料なし | 資料なし | 資料なし | 資料なし |
| 1979               | 資料なし | 資料なし | 資料なし | 資料なし | 資料なし | 資料なし |
| 1980               | 282      | 851      | 1,133    | [ 10 ]   | 1        | 3        |
| 1981               | 0        | 45       | 45       | [ 11 ]   | 0        | 0        |
| 1982               | 0        | 20       | 20       | [ 12 ]   | 0        | 0        |
| 1983               | 0        | 20       | 20       | [ 13 ]   | 0        | 0        |
| 1984               | 0        | 3        | 3        | [ 14 ]   | 0        | 0        |
| 1985               | 0        | 163      | 163      | [ 15 ]   | 0        | 0        |
| （旅客業務終了後） |          |          |          |          |          |          |
| 1986               | 2        | 16       | 18       | [ 16 ]   | 0        | 0        |
| 1987               | 0        | 5        | 5        | [ 17 ]   | 0        | 0        |

## 信号場周辺
- 自強トンネル
- 新自強トンネル
- 掃叭トンネル
- 紅葉渓（中国語版）橋
- 瑞穂牧場
- 台9線
- 北回帰線紀念碑

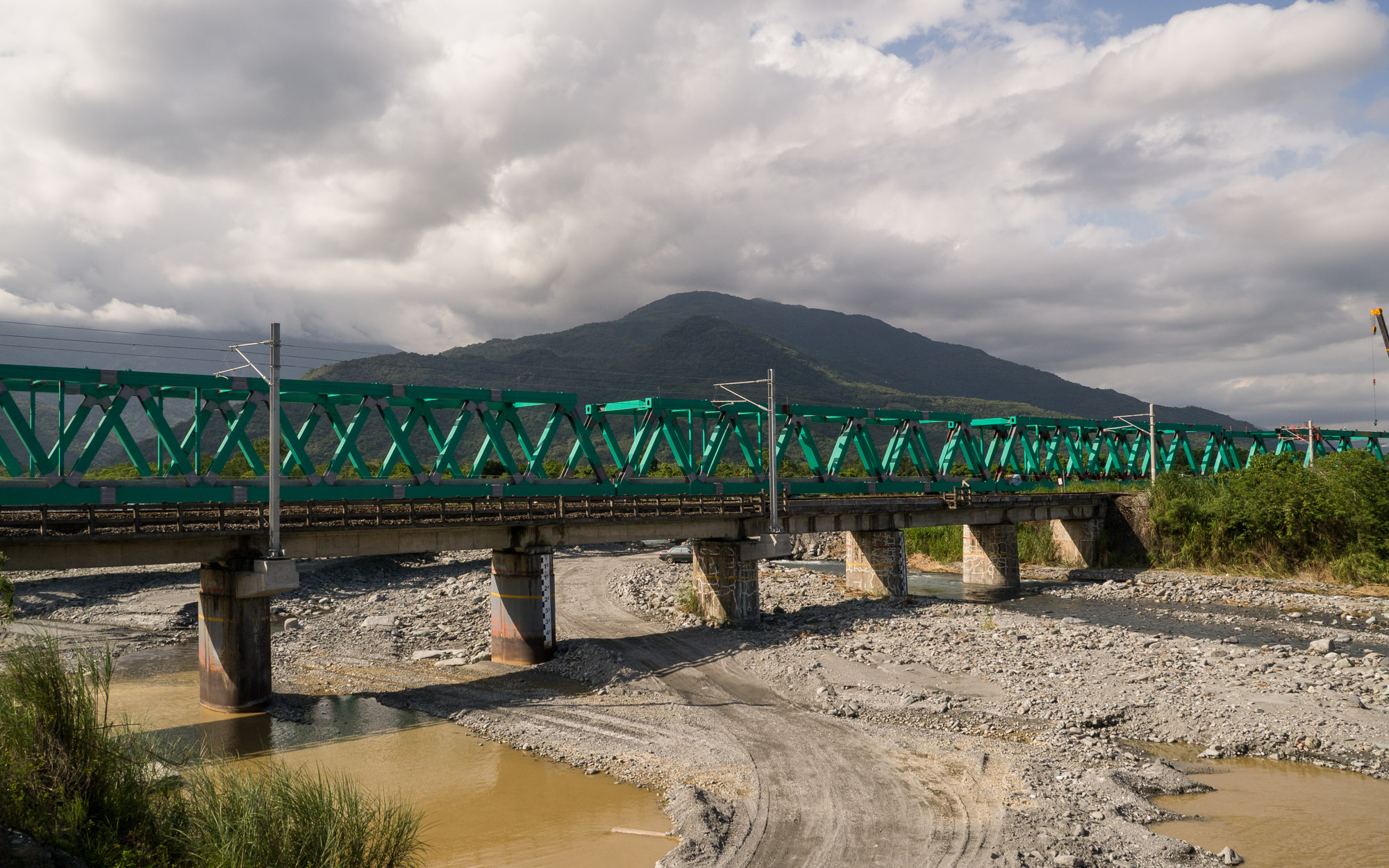
新旧紅葉渓橋
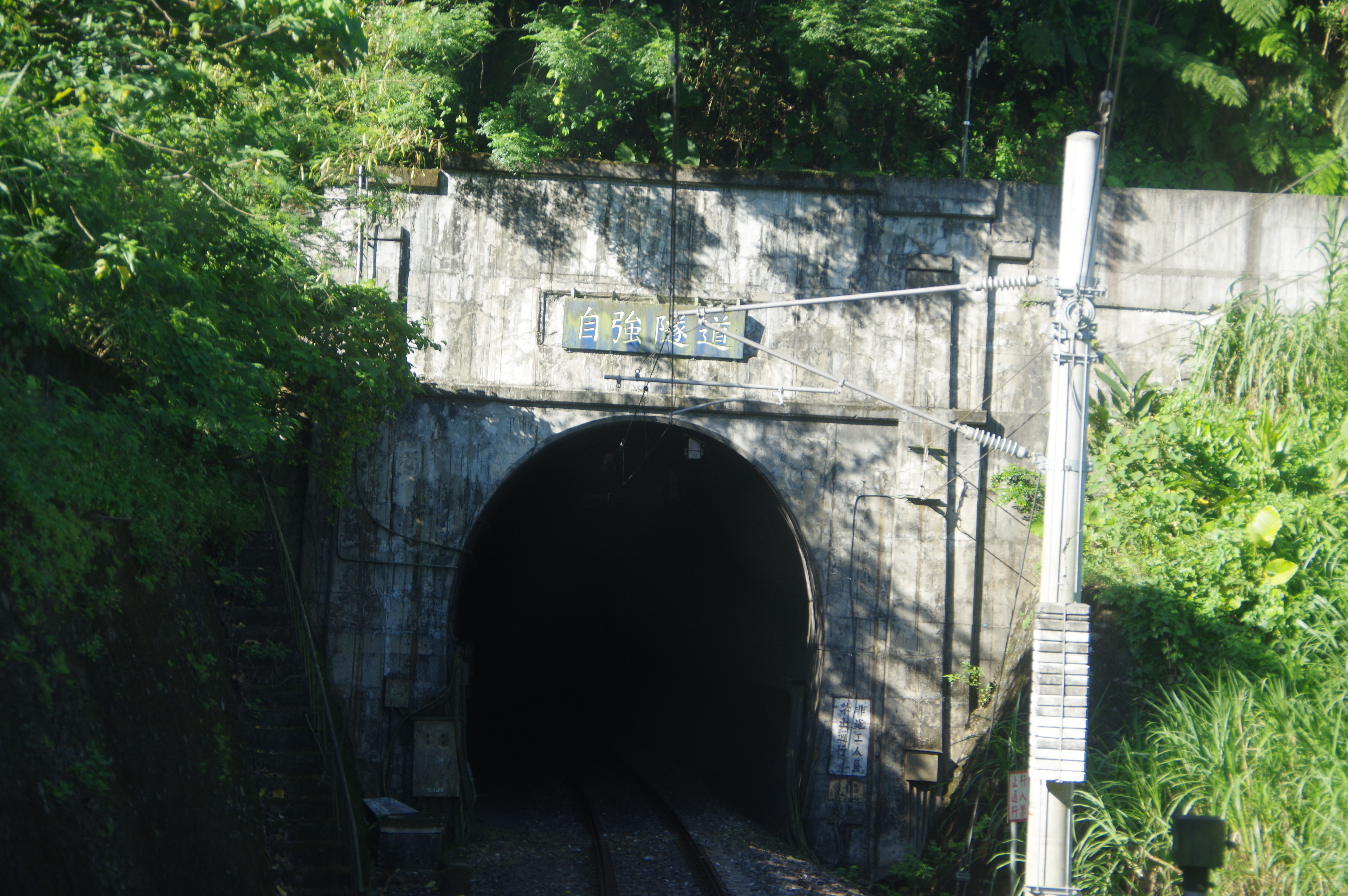
旧自強トンネル
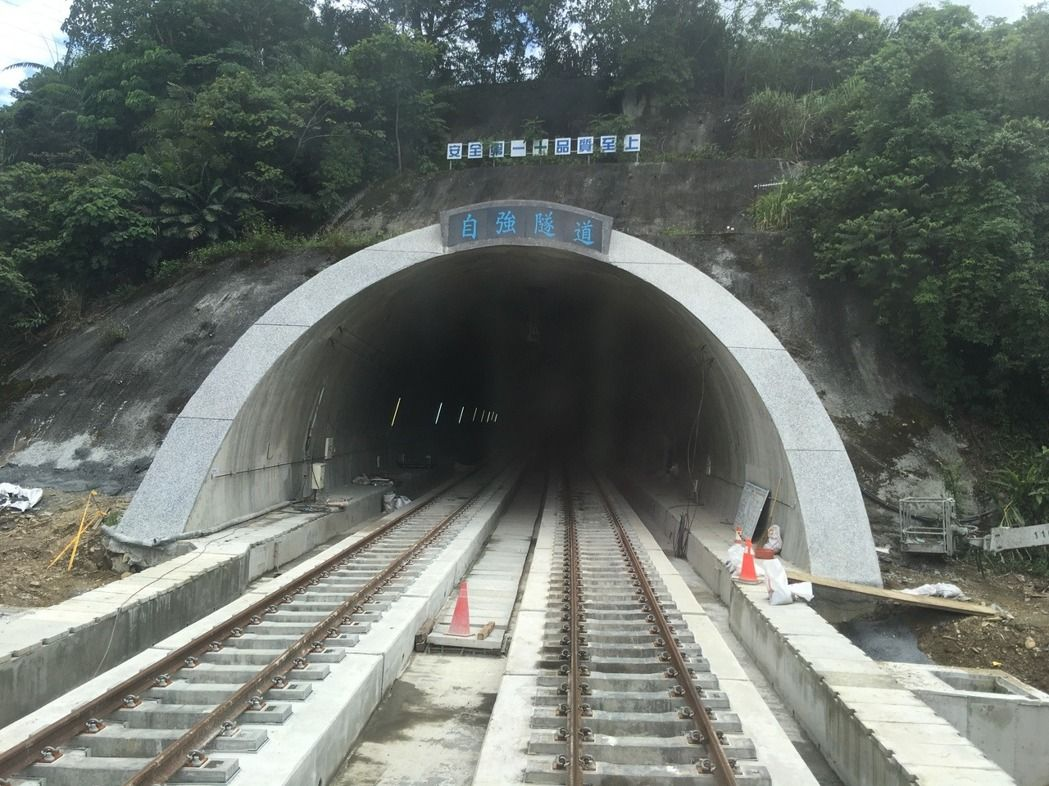
新自強トンネル
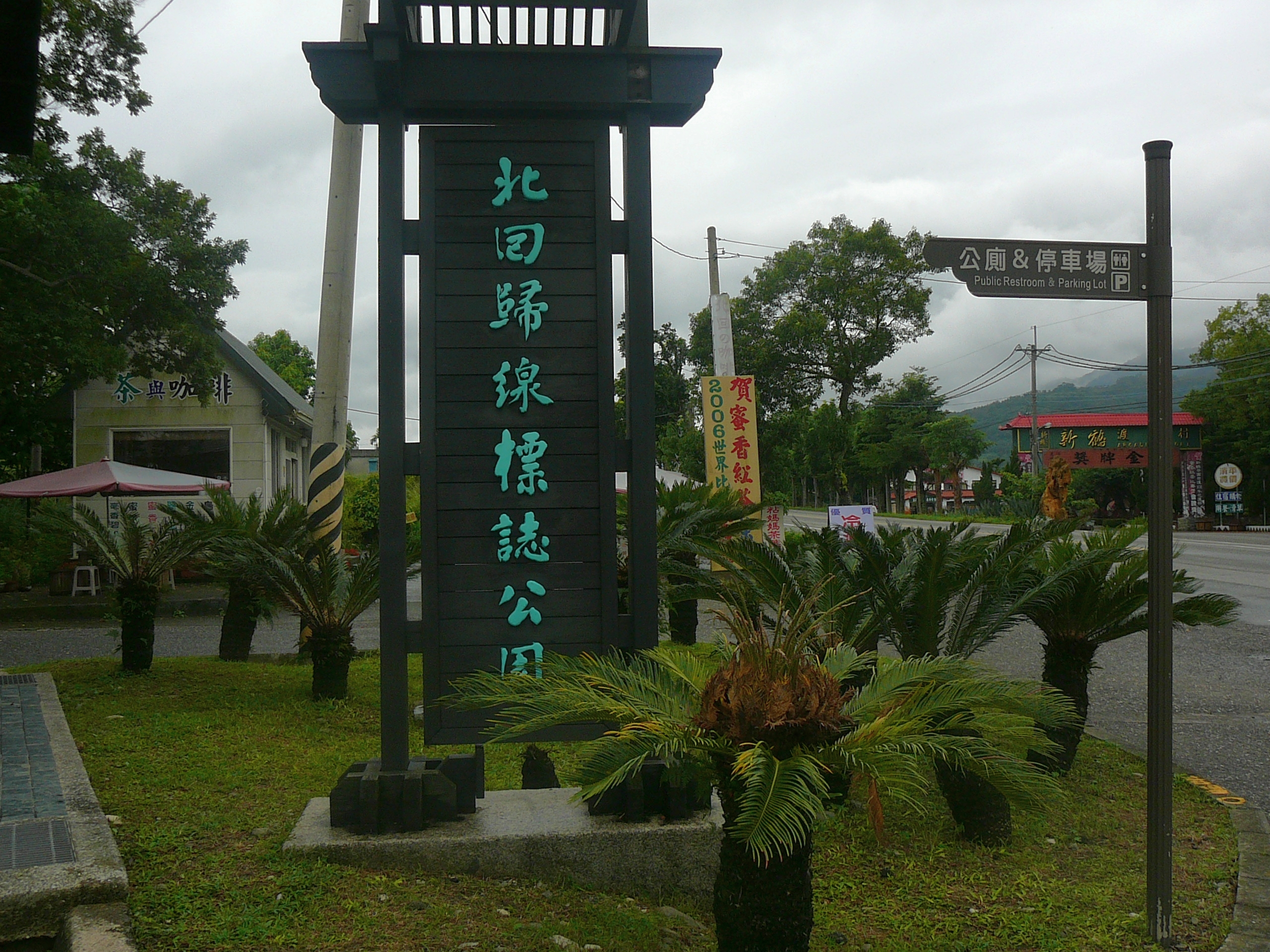
北回帰線標誌公園入口
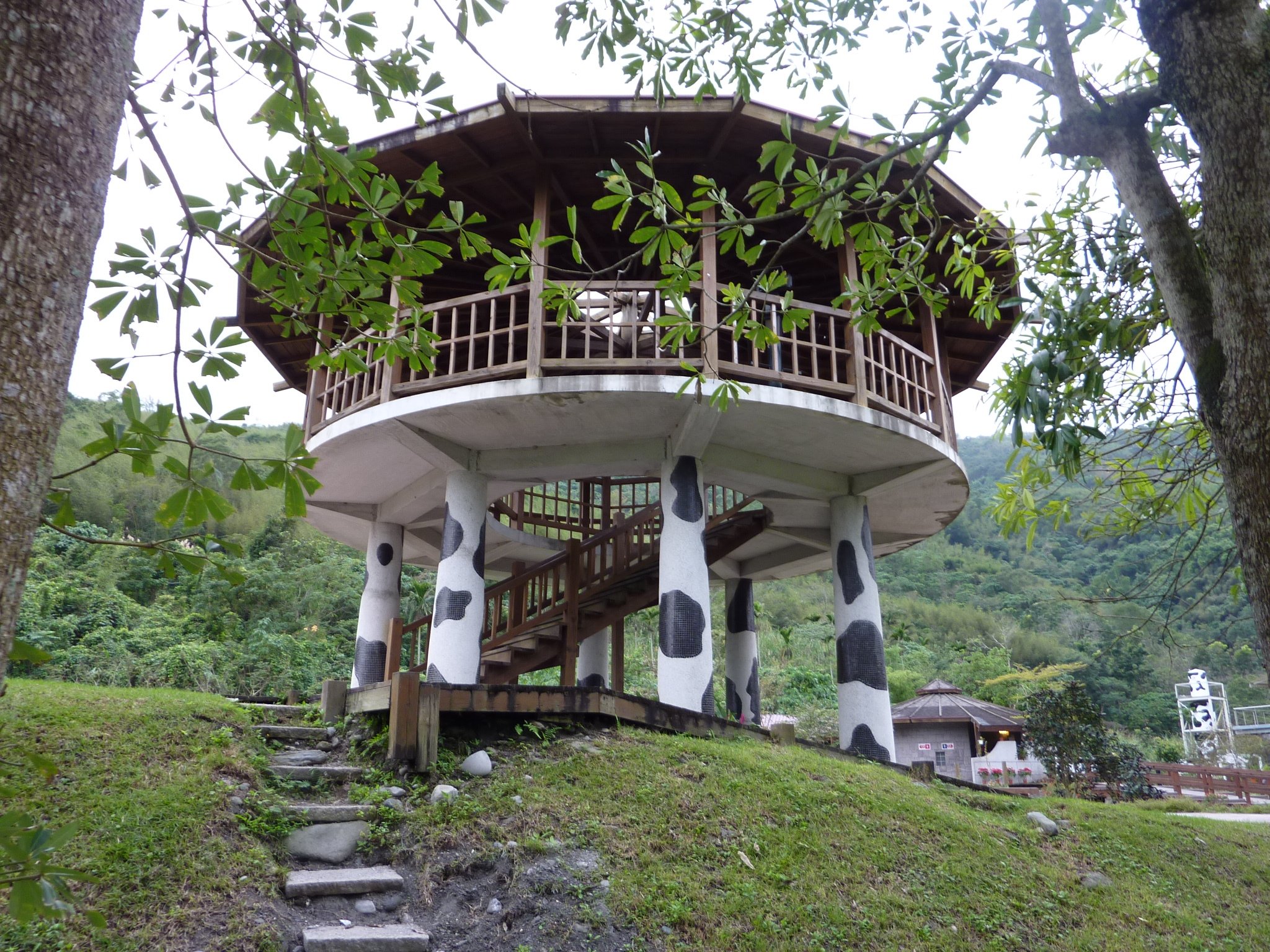
瑞穂牧場

## 隣の駅
台湾鉄路管理局
台東線
瑞穂駅 - 舞鶴信号場 - 三民駅